# Масорети
Масоретите (на иврит: בעלי המסורה) са групи еврейски книжовници, работили между VI и X век, главно в Тиберия, Йерусалим и Вавилония. Всяка от тях разработва своя система за произношение и граматически насоки под формата на диакритични бележки върху библейския текст, с цел да се уеднакви произношението, делението на параграфи и стихове и кантилацията на Стария завет.
Числовата масора съдържала 5845 стиха и 79 856 букви на Тората, т.е. без нито една да е загубена от античността.